# Ямакай
Ямака́й (рос. Ямакай, башк. Ямаҡай) — село у складі Благоварського району Башкортостану, Росія. Адміністративний центр Ямакаївської сільської ради.
Населення — 232 особи (2010; 192 в 2002).
Національний склад:
- башкири — 71 %